# Orontes IV
Orontes of Jervand IV (Armeens: Երվանդ Դ Ervand IV; overleden omstreeks 201 v. Chr.) was de laatste koning van Armenië uit de dynastie van de Orontiden. Hij was een zoon van koning Arsames I.
De heerschappij van Orontes IV wordt vermeld in inscripties die gevonden werden in Armavir, de historische hoofdstad van de Orontiden. Op zijn bevel werden twee nieuwe steden gebouwd: de politieke hoofdstad Jervandasjat en het religieuze centrum Bagaran. Verder zou hij in Armavir een schrijn opgericht hebben ter ere van Apollo-Mithra: een gouden standbeeld van vier paarden die een wagen trekken met daarin Apollo als zonnegod. Deze schrijn zou in de vierde eeuw verwoest worden door het leger van de Perzische Sassaniden.
De Seleucidenkoning Antiochus III wakkerde een opstand tegen Orontes IV aan. Strabo, die 200 jaar later over de gebeurtenissen schreef, stelde dat generaal Artaxias, mogelijk zelf ook een Orontide, de opstand leidde. Aramese inscripties uit Armavir stellen dat koning Orontes IV door zijn eigen leger vermoord werd, m.a.w. door verraad vanwege Artaxias. Waarschijnlijk was hierbij omkoping door koning Antiochus III van het Armeense leger betrokken. Volgens Strabo werd Artaxias I kort hierop koning van Armenië.
Orontes IV had een zoon, Ptolemaeus van Commagene, die dienstdeed als de laatste satraap van Commagene van 201 tot 163 v. Chr. In 163 v. Chr. werd hij de eerste koning van Commagene. Ptolemaeus stierf in 130 v. Chr.